# الن بارکین
الن رانا بارکین (به انگلیسی: Ellen Rona Barkin) (زاده ۱۶ آوریل ۱۹۵۴) هنرپیشه ایالات متحده آمریکا است.

## گزیده فیلم‌شناسی
- بخشش‌های محبت‌آمیز (۱۹۸۳)
- مغلوب قانون (۱۹۸۶)
- خواب نیمروزی (۱۹۸۷)
- دریای عشق (۱۹۸۹)
- زندگی این پسر (۱۹۹۳)
- زمان سگ دیوانه (۱۹۹۶)
- آخر خوشگل‌ها (۱۹۹۹)
- کسی مانند تو (۲۰۰۱)
- او از من متنفر است (۲۰۰۴)
- به مرد اعتماد کن (۲۰۰۵)
- سیزده یار اوشن (۲۰۰۷)
- اشک‌های شادی (۲۰۰۹)
- عملیات (۲۰۱۰)
- نامه‌هایی به ژولیت (۲۰۱۰، فقط تهیه‌کننده)
- یک روز شاد دیگر (۲۰۱۱)
- پینه‌دوز (۲۰۱۴)